# Utódok (film, 2011)
Az Utódok (eredeti cím: The Descendants) 2011-ben bemutatott amerikai filmvígjáték-dráma, amelyet Alexander Payne rendezett. A forgatókönyvet Payne, Nat Faxon és Jim Rash írta, Kaui Hart Hemmings 2007-es, azonos című regénye alapján. A főbb szerepekben George Clooney, Shailene Woodley, Beau Bridges, Judy Greer, Matthew Lillard, Robert Forster és a filmben debütáló Amara Miller látható.

## Cselekmény
|  | Alább a cselekmény részletei következnek! |

Matthew "Matt" King honolului ügyvéd és a Kauai szigetén található 25 000 hektár (100 km2) érintetlen földterületet birtokló családi vagyonkezelője. A földterület nagy pénzbeli értékkel bír, de egyben családi örökség is. Míg Matt ügyesen kezelte a saját pénzügyeit, unokatestvérei többsége elherdálta az örökségét. Mivel a vagyonkezelői szerződés hét év múlva lejár az örökösödési szabály miatt, a rokonság nyomást gyakorol Mattre, hogy adja el a földet. E viták közepette egy csónakbaleset miatt Matt felesége, Elizabeth kómába esik. Mivel Elizabeth kórházba került, Matt kénytelen megbirkózni két problémás lányával, a 10 éves Scottie-val és a 17 éves Alexszel. Az orvosok megállapítják, hogy Elizabeth kómája visszafordíthatatlan, és a végrendelete elrendeli, hogy minden életfenntartó eszközt szüntessenek meg. Amikor Matt elmondja Alexnek, az elárulja, hogy legutóbbi látogatása során megtudta, hogy Elizabeth-nek viszonya van, ami komoly feszültséget okozott anya és lánya között.
A család két közeli barátja, Kai és Mark Mitchell elmondja Mattnek, hogy Elizabeth boldogtalan volt és el akart válni és szerette Brian Speert, a szeretőjét. Miután Matt tájékoztatja a barátokat Elizabeth állapotáról, hogy elbúcsúzhassanak tőle, úgy dönt, Briannek is lehetőséget kell kapnia erre. Ő és a lányok Alex link barátjával, Siddel együtt Kauai-ra utaznak, hogy megkeressék Briant. Ott Matt unokatestvére, Hugh megemlíti, hogy Brian annak az építési vállalkozónak, Don Hollitzernek a sógora, akinek a család el akarja adni a földet. Brian egy kisebb vagyonra tehet szert az eladási jutalékból. Matt négyszemközt szembesíti Briant, és közli vele, hogy Elizabeth haldoklik, és lehetőséget kínál neki, hogy elbúcsúzzon tőle. Brian azt mondja, hogy Elizabeth szerette őt, de ő csak a feleségét és a gyerekeit szereti, majd bocsánatot kér Matt-től.
A közelmúlt eseményei miatt frusztrált és törékeny Matt megkéri az orvost, hogy magyarázza el Scottie-nak Elizabeth elkerülhetetlen halálát. A King család gyűlésén Matt felülbírálja unokatestvérei többségi szavazatát, és inkább úgy dönt, hogy megtartja a földet, és keresi a módját, hogyan kerülheti meg az örökösödés elleni szabályt. Hugh megdöbbenve közli Matt-tel, hogy a család jogi lépéseket fog tenni, de Matt-et ez nem tántorítja el.
Miután megtudja, hogy Briannek viszonya van Elizabeth-tel, a felesége, Julie bejön a kórházba. Könnyes szemmel mondja a kómában fekvő Elizabeth-nek, hogy gyűlölni akarja őt, amiért "megpróbálta tönkretenni" a családját, de megbocsát neki. Matt megbékél felesége hűtlenségével és közelgő halálával. Búcsúzóul megcsókolja őt, és a gyerekei is elbúcsúznak az anyjuktól. Miután Elizabethet meghal, mert lekapcsolják a gépekről, hamvait Waikiki előtt az óceánba szórják.
|  | Itt a vége a cselekmény részletezésének! |

## Szereposztás
| Szerep              | Színész              | 1. Magyar szinkron |
| ------------------- | -------------------- | ------------------ |
| George Clooney      | Matt King            | Kőszegi Ákos       |
| Shailene Woodley    | Alexandra King       | Csuha Bori         |
| Amara Miller        | Scottie King         | Pekár Adrienn      |
| Nick Krause         | Sid                  | Gacsal Ádám        |
| Beau Bridges        | Hugh                 | Holl Nándor        |
| Matt Corboy         | Ralph                | Czvetkó Sándor     |
| Robert Forster      | Scott Thorson        | Sörös Sándor       |
| Barbara L. Southern | Alice 'Tutu' Thorson | Tóth Judit         |
| Matthew Lillard     | Brian Speer          | Zámbori Soma       |
| Judy Greer          | Julie Speer          | Major Melinda      |

## Forgatás
A film forgatása 2010. március 15-én kezdődött Hawaiin. A film nagy részét Honoluluban és a Hanalei-öböl környékén vették fel. Kaui Hart Hemmings, a film alapjául szolgáló regény szerzője, Matt King titkárnőjeként szerepelt egy cameoszerepben.

## Kritikai visszhang
Az Utódokat kedvezően fogadták a kritikusok. A Rotten Tomatoes-on a 272 kritikus 87%-a számolt be elégedetten Alexander Payne filmjéről.

## Bevétel
Az Utódok 2011. november 16-án, 29 moziban, korlátozott példányszámban került bemutatásra Észak-Amerikában, és 1 190 096 dollár bevételt hozott, ami átlagosan 41 038 dollárt jelentett mozinként, és a 10. helyet jelentette a jegypénztáraknál. A film december 9-én került széles körben bemutatásra 876 moziban, és 4 380 138 dolláros bevételt hozott, ami átlagosan 5 000 dollárt jelentett mozinként, és a hetedik helyen végzett a jegypénztáraknál A film végül 82 584 160 dollárt keresett belföldön és 94 659 025 dollárt nemzetközileg, ami összesen 177 243 185 dollárt jelentett.

## Jelentősebb díjak és jelölések
| Díjátadó         | Dátum             | Kategória                            | Jelölt(ek)                             | Eredmény | Ref.  |
| ---------------- | ----------------- | ------------------------------------ | -------------------------------------- | -------- | ----- |
| Oscar-díj        | 2012. február 26. | Legjobb film                         | Jim Burke, Alexander Payne, Jim Taylor | Jelölve  | [ 3 ] |
| Oscar-díj        | 2012. február 26. | Legjobb rendező                      | Alexander Payne                        | Jelölve  | [ 3 ] |
| Oscar-díj        | 2012. február 26. | Legjobb férfi főszereplő             | George Clooney                         | Jelölve  | [ 3 ] |
| Oscar-díj        | 2012. február 26. | Legjobb adaptált forgatókönyvnek     | Alexander Payne, Nat Faxon, Jim Rash   | Elnyerte | [ 3 ] |
| Oscar-díj        | 2012. február 26. | Legjobb vágás                        | Kevin Tent                             | Jelölve  | [ 3 ] |
| Golden Globe-díj | 2012. január 15.  | Legjobb filmdráma                    |                                        | Elnyerte | [ 4 ] |
| Golden Globe-díj | 2012. január 15.  | Legjobb filmrendező                  | Alexander Payne                        | Jelölve  | [ 4 ] |
| Golden Globe-díj | 2012. január 15.  | Legjobb férfi főszereplő – filmdráma | George Clooney                         | Elnyerte | [ 4 ] |
| Golden Globe-díj | 2012. január 15.  | Legjobb női mellékszereplő           | Shailene Woodley                       | Jelölve  | [ 4 ] |
| Golden Globe-díj | 2012. január 15.  | Legjobb forgatókönyv                 | Alexander Payne, Nat Faxon, Jim Rash   | Jelölve  | [ 4 ] |
| MTV Movie Awards | 2012. június 3.   | Legjobb feltörekvő színész           | Shailene Woodley                       | Elnyerte | [ 5 ] |

## Fordítás
- Ez a szócikk részben vagy egészben  a   The Descendants című angol Wikipédia-szócikk fordításán alapul.  Az eredeti cikk szerkesztőit annak laptörténete sorolja fel. Ez a jelzés csupán a megfogalmazás eredetét és a szerzői jogokat jelzi, nem szolgál a cikkben szereplő információk forrásmegjelöléseként.